# Міжнародна організація комісій з цінних паперів
Міжнародна організація комісій з цінних паперів (IOSCO) — це асоціація організацій, які регулюють світові ринки цінних паперів і ф'ючерсів. Члени, як правило, є регуляторами цінних паперів та/або ф'ючерсів у своїй національній юрисдикції або головним фінансовим регулятором своєї країни. Повноваженнями організації є:
- Розробка, впровадження та просування високих стандартів регулювання для посилення захисту інвесторів і зниження системних ризиків;
- Поширення інформації з біржами та допомога у вирішенні технічних і операційних питань;
- Встановлення стандартів для моніторингу глобальних інвестиційних транскордонних транзакцій.

Членами IOSCO є понад 100 країн, які регулюють понад 95 % світових ринків цінних паперів. Організація має постійний секретаріат у Мадриді, Іспанія.

## Історія організації
IOSCO була заснована у 1983 році після перетворення свого попередника, «Міжамериканської регіональної асоціації» (створеної в 1974 році), у справді глобальний кооператив. Рішення про розширення організації за межі Америки було прийнято на щорічній зустрічі в Кіто, Еквадор, у квітні 1983 року. У той же час організація була перейменована в IOSCO, щоб відобразити розширення членства за межами Північної та Південної Америки. Регулятори цінних паперів із Франції, Індонезії, Південної Кореї та Сполученого Королівства були першими агентствами, які приєдналися з-поза Америки. Паризька конференція IOSCO у липні 1986 року була першою, що відбулася за межами американського континенту, і тоді було прийнято рішення створити постійний Генеральний секретаріат Організації. Одним із залишків його раннього міжамериканського коріння є те, що офіційними мовами IOSCO є англійська, французька, іспанська та португальська.
У 1998 році IOSCO почала роботу над низкою важливих політик, які призвели до створення більш широкого набору керівних принципів. Однак саме атаки 11 вересня 2001 року, а також серія великих глобальних фінансових скандалів, які почалися з Enron і продовжилися із Worldcom, Parmalat і Vivendi, змусили швидко досягти прогресу у цьому процесі. Таким чином, IOSCO перетворилася із лискусійного майданчика на серйозну міжнародну організацію з реальним впливом на регулювання цінних паперів. На конференції 1999 року в Лісабоні було вирішено створити постійну штаб-квартиру Генерального секретаріату в Мадриді.
У 2002 році IOSCO прийняла багатосторонній меморандум про взаєморозуміння (IOSCO MMoU), розроблений для сприяння транскордонному контролю та обміну інформацією між міжнародним співтовариством регуляторів цінних паперів. У 2005 році IOSCO MMoU став еталоном міжнародної співпраці між регуляторами цінних паперів.

## Членство
Станом на березень 2022 року IOSCO налічувала 231 члена. Члени IOSCO поділяються на три основні категорії:
- Рядові члени: основні регулятори ринків цінних паперів та/або ф'ючерсів у юрисдикції. Фондова біржа або саморегульована організація може бути рядовим членом, але лише якщо вона є основним регулятором цінних паперів у юрисдикції. Кожен рядовий член має один голос.[4]
- Асоційовані члени: інші регулятори цінних паперів та/або ф'ючерсів у випадках, коли в юрисдикції є більше одного. Наприклад, Комісія з торгівлі товарними ф'ючерсами (CFTC) і Північноамериканська асоціація адміністраторів цінних паперів у Сполучених Штатах є асоційованими членами IOSCO, оскільки Комісія з цінних паперів і бірж США є звичайним членом від Сполучених Штатів. Асоційовані члени не мають права голосу та не мають права бути членами Виконавчого комітету; однак вони є членами комітету президентів.
- Афілійовані члени: включають фондові біржі, саморегульовані організації та різні асоціації фондового ринку. Афілійовані члени не мають права голосу, не мають права входити до Виконавчого комітету та не є членами Президентського комітету. Однак афілійовані члени, які є саморегулівними організаціями (СРО), є членами Консультативного комітету СРО.

## Структура
Організація складається з ряду комітетів, які збираються кілька разів на рік у різних місцях світу за підтримки постійного адміністративного Генерального секретаріату.

### Лідерство
В адміністративному плані IOSCO управляється Генеральним секретаріатом у Мадриді, Іспанія. Нинішнім генеральним секретарем IOSCO є Пол Ендрюс, який розпочав свій трирічний термін з можливістю поновлення в березні 2016 року. Раніше він обіймав посаду віце-президента та керуючого директора Управління регулювання фінансової індустрії (FINRA), саморегульованої організації в Сполучених Штатах.
Рада IOSCO є керівним і стандартним органом IOSCO. Вона складається з 33 регуляторів цінних паперів; Генеральний директор Гонконгської комісії з цінних паперів і ф'ючерсів Ешлі Ян Алдер є головою правління IOSCO (він також очолює Азійсько-Тихоокеанський регіональний комітет). Із ним праюють два заступники голови: Ранджит Аджит Сінгх, голова Комісії з цінних паперів Малайзії (який очолює Комітет із розвитку та ринків, що розвиваються, найбільший підкомітет IOSCO) та Жан-Поль Серве, голова Управління фінансових послуг і ринків Бельгії (який також очолює Європейський регіональний комітет).

### Регіональні комітети
IOSCO має чотири регіональні комітети:
- Африкансько-Близькосхідний регіональний комітет; у ньому головує Мунір Гварзо з Комісії з цінних паперів і бірж Нігерії
- Азійсько-Тихоокеанський регіональний комітет; у ньому головує Джун Мізугучі з Японського агентства фінансових послуг
- Європейський регіональний комітет; у ньому головує Жан-Поль Серве з Управління фінансових послуг і ринків Бельгії
- Міжамериканський регіональний комітет; його очолює Хайме Гонсалес Агуаде з Мексиканської національної комісії банківських справ і цінностей

## Зовнішня співпраця
IOSCO є членом, бере участь як спостерігач або координує роботу з рядом інших організацій. Одним із найважливіших напрямів співпраці є Спільний форум міжнародних фінансових регуляторів. IOSCO разом з Базельським комітетом з питань банківського нагляду та Міжнародною асоціацією страхових наглядових органів складають Спільний форум.
Меморандуми IOSCO вважаються основними інструментами для сприяння транскордонному співробітництву, зниження глобального системного ризику, захисту інвесторів і забезпечення чесних і ефективних ринків цінних паперів.
Крім того, IOSCO є членом, бере участь як спостерігач або координує роботу з рядом інших міжнародних організацій, включаючи OECD, FSB, Групу розробки фінансових заходів проти відмивання грошей, IASB, PIOB, МВФ, Світовий банк та Європейську комісію.

## Політика
У 1998 році IOSCO прийняла комплексний набір цілей і принципів регулювання цінних паперів (Принципи IOSCO). Вони продовжують розвиватися та розширюватися. IOSCO рекомендує всім своїм членам впровадити їх та допомагає своїм членам оцінити рівень відповідності принципам. До них належать:
- Нормативні принципи, призначені для підвищення незалежності аудитора та пудиторського нагляду;[9]
- Нормативні принципи розкриття корпоративної фінансової інформації та прозорості;[10]
- Принципи регулювання щодо конфлікту інтересів для фінансових аналітиків;[11]
- Кодекс поведінки для кредитно-рейтингових агентств;[12]
- Набір «основних принципів» регулювання цінних паперів, призначених для того, щоб окреслити членам IOSCO, що становить «хороше» регулювання цінних паперів;[13]
- Багатосторонній меморандум про взаєморозуміння щодо співробітництва правоохоронних органів, за допомогою якого члени IOSCO зобов'язуються допомагати один одному зі збором інформації та показань свідків у розслідуванні правоохоронних органів.[14]